# Grand Prix Formule 1 van Canada 1972
De Grand Prix Formule 1 van Canada 1972 werd gehouden op 24 september 1972 in Mosport Park.

## Uitslag
| Positie | Nummer | Rijder                | Team         | Ronden | Tijd/Opgave       | Startplaats | Punten |
| ------- | ------ | --------------------- | ------------ | ------ | ----------------- | ----------- | ------ |
| 1       | 1      | Jackie Stewart        | Tyrrell-Ford | 80     | 1:43:17.1         | 5           | 9      |
| 2       | 19     | Peter Revson          | McLaren-Ford | 80     | 48.2              | 1           | 6      |
| 3       | 18     | Denny Hulme           | McLaren-Ford | 80     | 54.6              | 2           | 4      |
| 4       | 8      | Carlos Reutemann      | Brabham-Ford | 80     | + 1:00.7          | 9           | 3      |
| 5       | 11     | Clay Regazzoni        | Ferrari      | 80     | + 1:07.0          | 7           | 2      |
| 6       | 4      | Chris Amon            | Matra        | 79     | + 1 Ronde         | 10          | 1      |
| 7       | 22     | Tim Schenken          | Surtees-Ford | 79     | + 1 Ronde         | 13          |        |
| 8       | 7      | Graham Hill           | Brabham-Ford | 79     | + 1 Ronde         | 17          |        |
| 9       | 29     | Carlos Pace           | March-Ford   | 78     | Geen benzine      | 18          |        |
| 10      | 15     | Howden Ganley         | BRM          | 78     | + 2 Ronden        | 14          |        |
| 11      | 5      | Emerson Fittipaldi    | Lotus-Ford   | 78     | + 2 Ronden        | 4           |        |
| 12      | 10     | Jacky Ickx            | Ferrari      | 76     | + 4 Ronden        | 8           |        |
| 13      | 28     | Henri Pescarolo       | March-Ford   | 73     | + 7 Ronden        | 21          |        |
| NF      | 6      | Reine Wisell          | Lotus-Ford   | 65     | Motor             | 16          |        |
| DQ      | 26     | Niki Lauda            | March-Ford   | 64     | Gediskwalificeerd | 19          |        |
| DQ      | 25     | Ronnie Peterson       | March-Ford   | 61     | Gediskwalificeerd | 3           |        |
| NC      | 27     | Mike Beuttler         | March-Ford   | 59     | Niet geklasseerd  | 24          |        |
| NF      | 2      | François Cevert       | Tyrrell-Ford | 51     | Versnellingsbak   | 6           |        |
| NF      | 16     | Peter Gethin          | BRM          | 25     | Ophanging         | 12          |        |
| NC      | 33     | Skip Barber           | March-Ford   | 24     | Niet geklasseerd  | 22          |        |
| NF      | 14     | Jean-Pierre Beltoise  | BRM          | 21     | Olielek           | 20          |        |
| NF      | 17     | Bill Brack            | BRM          | 20     | Spin              | 23          |        |
| NF      | 11     | Wilson Fittipaldi Jr. | Brabham-Ford | 5      | Versnellingsbak   | 11          |        |
| NF      | 23     | Andrea de Adamich     | Surtees-Ford | 2      | Versnellingsbak   | 15          |        |

## Statistieken
| Pole-position | Peter Revson   | McLaren-Ford | 1:13.6 |
| Snelste ronde | Jackie Stewart | Tyrrell-Ford | 1:15.7 |

## Noot
- Eerste pole position voor Peter Revson.

1967 · 1968 · 1969 · 1970 · 1971 · 1972 · 1973 · 1974 · 1976 · 1977 · 1978 · 1979 · 1980 · 1981 · 1982 · 1983 · 1984 · 1985 · 1986 · 1988 · 1989 · 1990 · 1991 · 1992 · 1993 · 1994 · 1995 · 1996 · 1997 · 1998 · 1999 · 2000 · 2001 · 2002 · 2003 · 2004 · 2005 · 2006 · 2007 · 2008 · 2010 · 2011 · 2012 · 2013 · 2014 · 2015 · 2016 · 2017 · 2018 · 2019 · 2022 · 2023 · 2024 · 2025 · 2026 · 2027 · 2028 · 2029